# Lepechinia calycina
Lepechinia calycina är en kransblommig växtart som först beskrevs av George Bentham, och fick sitt nu gällande namn av Carl Clawson Epling. Lepechinia calycina ingår i släktet Lepechinia och familjen kransblommiga växter. Inga underarter finns listade i Catalogue of Life.

## Bildgalleri

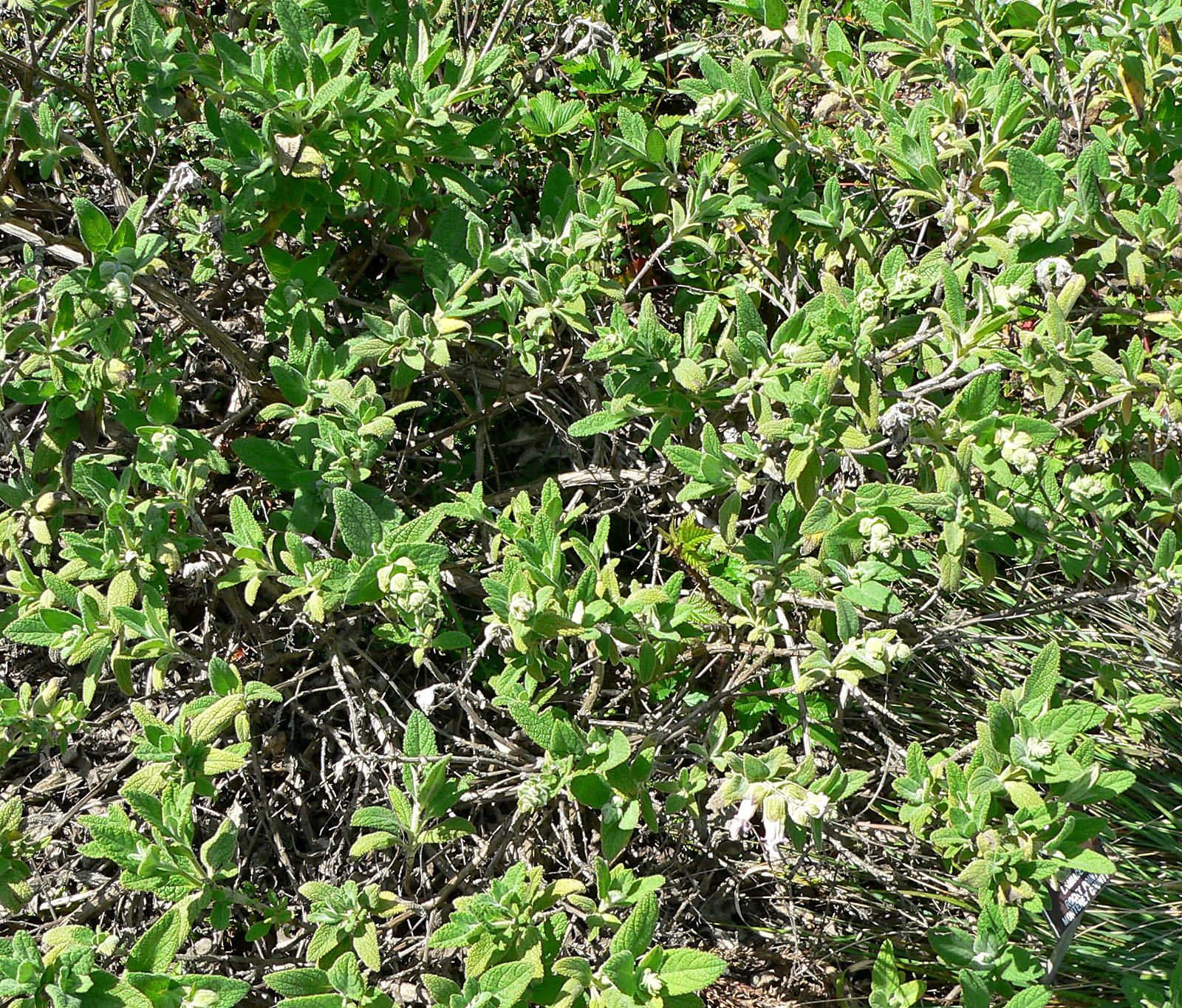
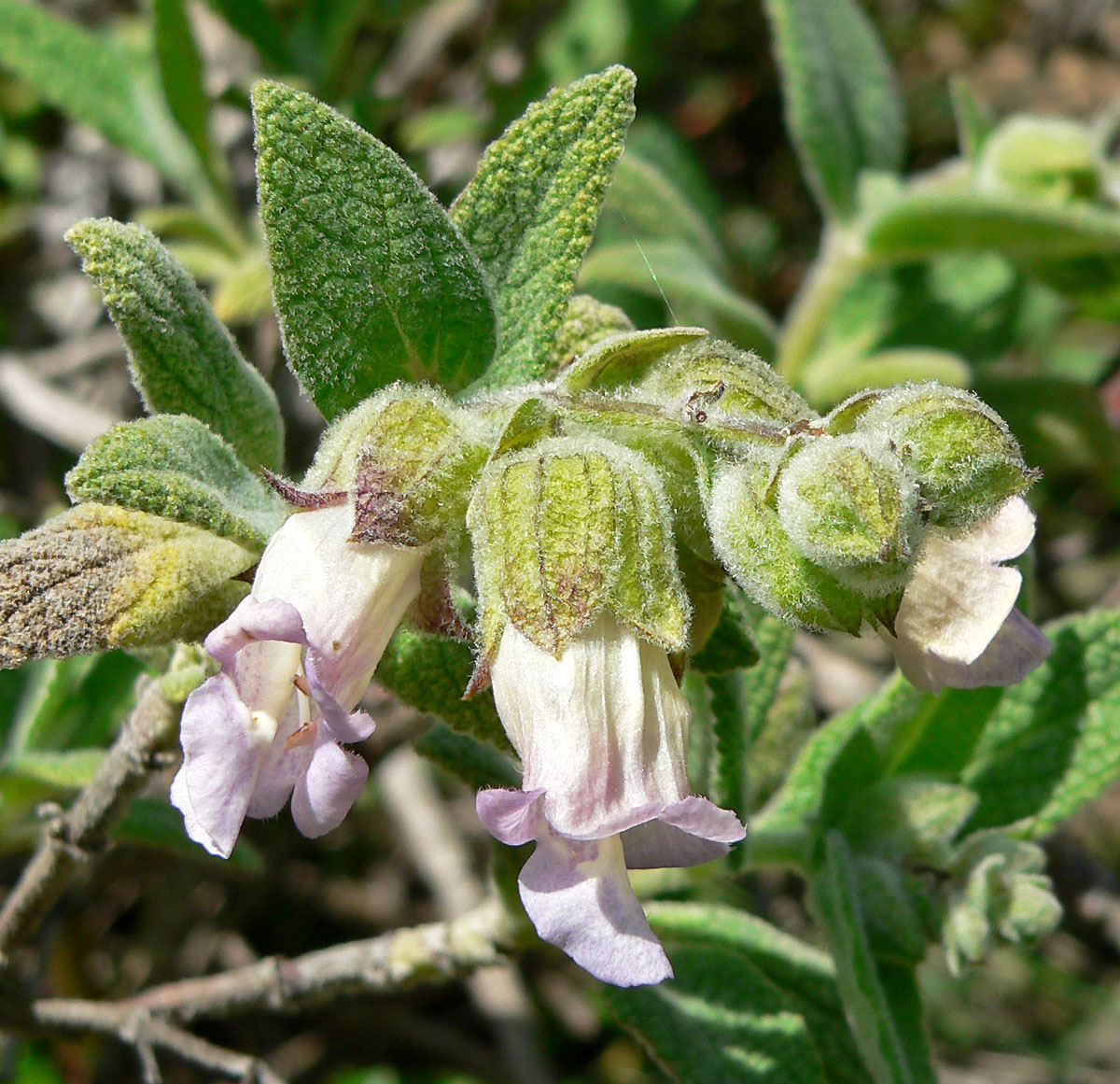